# Georges-Antoine Bridel
Georges-Antoine Bridel (* 24. September 1867 in Lausanne; † 16. Dezember 1946 ebenda) war ein Schweizer Verleger und Historiker.
1887 begann er im Verlagshaus seines Vaters Georges-Victor Bridel mitzuarbeiten. 1892 heiratete er Maria-Johanna, eine Tochter von Edouard Gonin. Von 1890 bis 1910 war er Direktor der Druckerei, und danach war er Direktor der Société de la Feuille d’Avis de Lausanne et des Imprimeries Réunies.
Bridel war auch Historiker und Sammler und veröffentlichte Studien über Alexandre Vinet und die Geschichte der Stadt Lausanne in der Revue historique de Lausanne und im Historisch-Biographischen Lexikon der Schweiz. Von 1921 bis 1946 war er Präsident der Association du Vieux-Lausanne. 1938 gründete er im Musée historique de Lausanne die Section documentaire du Vieux-Lausanne.